# Emoticons
Emoticons è un blocco Unicode contenente emoticon. È costituito dagli 80 caratteri compresi nell'intervallo U+1F600 e U+1F64F.
Introdotto con Unicode 6.0, è compatibile con Shift-JIS. I glifi sono organizzati in base alla forma della bocca.

## Tabella
| Codice  | Carattere | Nome                                                 | Note                                                                                 |
| ------- | --------- | ---------------------------------------------------- | ------------------------------------------------------------------------------------ |
| U+1F600 | 😀        | GRINNING FACE                                        |                                                                                      |
| U+1F601 | 😁        | GRINNING FACE WITH SMILING EYES                      |                                                                                      |
| U+1F602 | 😂        | FACE WITH TEARS OF JOY                               |                                                                                      |
| U+1F603 | 😃        | SMILING FACE WITH OPEN MOUTH                         | variante di ☺ (U+263A, WHITE SMILING FACE)                                           |
| U+1F604 | 😄        | SMILING FACE WITH OPEN MOUTH AND SMILING EYES        |                                                                                      |
| U+1F605 | 😅        | SMILING FACE WITH OPEN MOUTH AND COLD SWEAT          |                                                                                      |
| U+1F606 | 😆        | SMILING FACE WITH OPEN MOUTH AND TIGHTLY-CLOSED EYES |                                                                                      |
| U+1F607 | 😇        | SMILING FACE WITH HALO                               |                                                                                      |
| U+1F608 | 😈        | SMILING FACE WITH HORNS                              | versione con sorriso sinistro di 👿 (U+1F47F, IMP)                                   |
| U+1F609 | 😉        | WINKING FACE                                         | occhiolino                                                                           |
| U+1F60A | 😊        | SMILING FACE WITH SMILING EYES                       |                                                                                      |
| U+1F60B | 😋        | FACE SAVOURING DELICIOUS FOOD                        |                                                                                      |
| U+1F60C | 😌        | RELIEVED FACE                                        | indica sollievo                                                                      |
| U+1F60D | 😍        | SMILING FACE WITH HEART-SHAPED EYES                  |                                                                                      |
| U+1F60E | 😎        | SMILING FACE WITH SUNGLASSES                         |                                                                                      |
| U+1F60F | 😏        | SMIRKING FACE                                        |                                                                                      |
| U+1F610 | 😐        | NEUTRAL FACE                                         | utilizzata in alcuni casi in sostituzione di 🀂 (U+1F002, MAHJONG TILE WEST WIND)     |
| U+1F611 | 😑        | EXPRESSIONLESS FACE                                  |                                                                                      |
| U+1F612 | 😒        | UNAMUSED FACE                                        |                                                                                      |
| U+1F613 | 😓        | FACE WITH COLD SWEAT                                 |                                                                                      |
| U+1F614 | 😔        | PENSIVE FACE                                         |                                                                                      |
| U+1F615 | 😕        | CONFUSED FACE                                        |                                                                                      |
| U+1F616 | 😖        | CONFOUNDED FACE                                      |                                                                                      |
| U+1F617 | 😗        | KISSING FACE                                         |                                                                                      |
| U+1F618 | 😘        | FACE THROWING A KISS                                 |                                                                                      |
| U+1F619 | 😙        | KISSING FACE WITH SMILING EYES                       |                                                                                      |
| U+1F61A | 😚        | KISSING FACE WITH CLOSED EYES                        |                                                                                      |
| U+1F61B | 😛        | FACE WITH STUCK-OUT TONGUE                           |                                                                                      |
| U+1F61C | 😜        | FACE WITH STUCK-OUT TONGUE AND WINKING EYE           | tono scherzoso                                                                       |
| U+1F61D | 😝        | FACE WITH STUCK-OUT TONGUE AND TIGHTLY-CLOSED EYES   | tono scherzoso                                                                       |
| U+1F61E | 😞        | DISAPPOINTED FACE                                    | variante di ☹ (U+2639, WHITE FROWNING FACE)                                          |
| U+1F61F | 😟        | WORRIED FACE                                         |                                                                                      |
| U+1F620 | 😠        | ANGRY FACE                                           |                                                                                      |
| U+1F621 | 😡        | POUTING FACE                                         | broncio                                                                              |
| U+1F622 | 😢        | CRYING FACE                                          |                                                                                      |
| U+1F623 | 😣        | PERSEVERING FACE                                     |                                                                                      |
| U+1F624 | 😤        | FACE WITH LOOK OF TRIUMPH                            | indica trionfo, non rabbia                                                           |
| U+1F625 | 😥        | DISAPPOINTED BUT RELIEVED FACE                       |                                                                                      |
| U+1F626 | 😦        | FROWNING FACE WITH OPEN MOUTH                        |                                                                                      |
| U+1F627 | 😧        | ANGUISHED FACE                                       |                                                                                      |
| U+1F628 | 😨        | FEARFUL FACE                                         |                                                                                      |
| U+1F629 | 😩        | WEARY FACE                                           |                                                                                      |
| U+1F62A | 😪        | SLEEPY FACE                                          |                                                                                      |
| U+1F62B | 😫        | TIRED FACE                                           |                                                                                      |
| U+1F62C | 😬        | GRIMACING FACE                                       | da non confondere con 🤐 (U+1F910, ZIPPER-MOUTH FACE)                                |
| U+1F62D | 😭        | LOUDLY CRYING FACE                                   |                                                                                      |
| U+1F62E | 😮        | FACE WITH OPEN MOUTH                                 |                                                                                      |
| U+1F62F | 😯        | HUSHED FACE                                          |                                                                                      |
| U+1F630 | 😰        | FACE WITH OPEN MOUTH AND COLD SWEAT                  |                                                                                      |
| U+1F631 | 😱        | FACE SCREAMING IN FEAR                               |                                                                                      |
| U+1F632 | 😲        | ASTONISHED FACE                                      |                                                                                      |
| U+1F633 | 😳        | FLUSHED FACE                                         |                                                                                      |
| U+1F634 | 😴        | SLEEPING FACE                                        |                                                                                      |
| U+1F635 | 😵        | DIZZY FACE                                           |                                                                                      |
| U+1F636 | 😶        | FACE WITHOUT MOUTH                                   | utilizzata in alcuni casi in sostituzione di 🀁 (U+1F001, MAHJONG TILE SOUTH WIND)    |
| U+1F637 | 😷        | FACE WITH MEDICAL MASK                               |                                                                                      |
| U+1F638 | 😸        | GRINNING CAT FACE WITH SMILING EYES                  |                                                                                      |
| U+1F639 | 😹        | CAT FACE WITH TEARS OF JOY                           |                                                                                      |
| U+1F63A | 😺        | SMILING CAT FACE WITH OPEN MOUTH                     |                                                                                      |
| U+1F63B | 😻        | SMILING CAT FACE WITH HEART-SHAPED EYES              |                                                                                      |
| U+1F63C | 😼        | CAT FACE WITH WRY SMILE                              |                                                                                      |
| U+1F63D | 😽        | KISSING CAT FACE WITH CLOSED EYES                    |                                                                                      |
| U+1F63E | 😾        | POUTING CAT FACE                                     | broncio                                                                              |
| U+1F63F | 😿        | CRYING CAT FACE                                      |                                                                                      |
| U+1F640 | 🙀        | WEARY CAT FACE                                       |                                                                                      |
| U+1F641 | 🙁        | SLIGHTLY FROWNING FACE                               |                                                                                      |
| U+1F642 | 🙂        | SLIGHTLY SMILING FACE                                |                                                                                      |
| U+1F643 | 🙃        | UPSIDE-DOWN FACE                                     |                                                                                      |
| U+1F644 | 🙄        | FACE WITH ROLLING EYES                               |                                                                                      |
| U+1F645 | 🙅        | FACE WITH NO GOOD GESTURE                            | contrario di 🙆 (U+1F646)                                                            |
| U+1F646 | 🙆        | FACE WITH OK GESTURE                                 |                                                                                      |
| U+1F647 | 🙇        | PERSON BOWING DEEPLY                                 |                                                                                      |
| U+1F648 | 🙈        | SEE-NO-EVIL MONKEY                                   |                                                                                      |
| U+1F649 | 🙉        | HEAR-NO-EVIL MONKEY                                  |                                                                                      |
| U+1F64A | 🙊        | SPEAK-NO-EVIL MONKEY                                 |                                                                                      |
| U+1F64B | 🙋        | HAPPY PERSON RAISING ONE HAND                        |                                                                                      |
| U+1F64C | 🙌        | PERSON RAISING BOTH HANDS IN CELEBRATION             | banzai                                                                               |
| U+1F64D | 🙍        | PERSON FROWNING                                      |                                                                                      |
| U+1F64E | 🙎        | PERSON WITH POUTING FACE                             | broncio                                                                              |
| U+1F64F | 🙏        | PERSON WITH FOLDED HANDS                             | può indicare sia rimorso o rimpianto che l'atto di supplicare, pregare o ringraziare |

## Tabella compatta

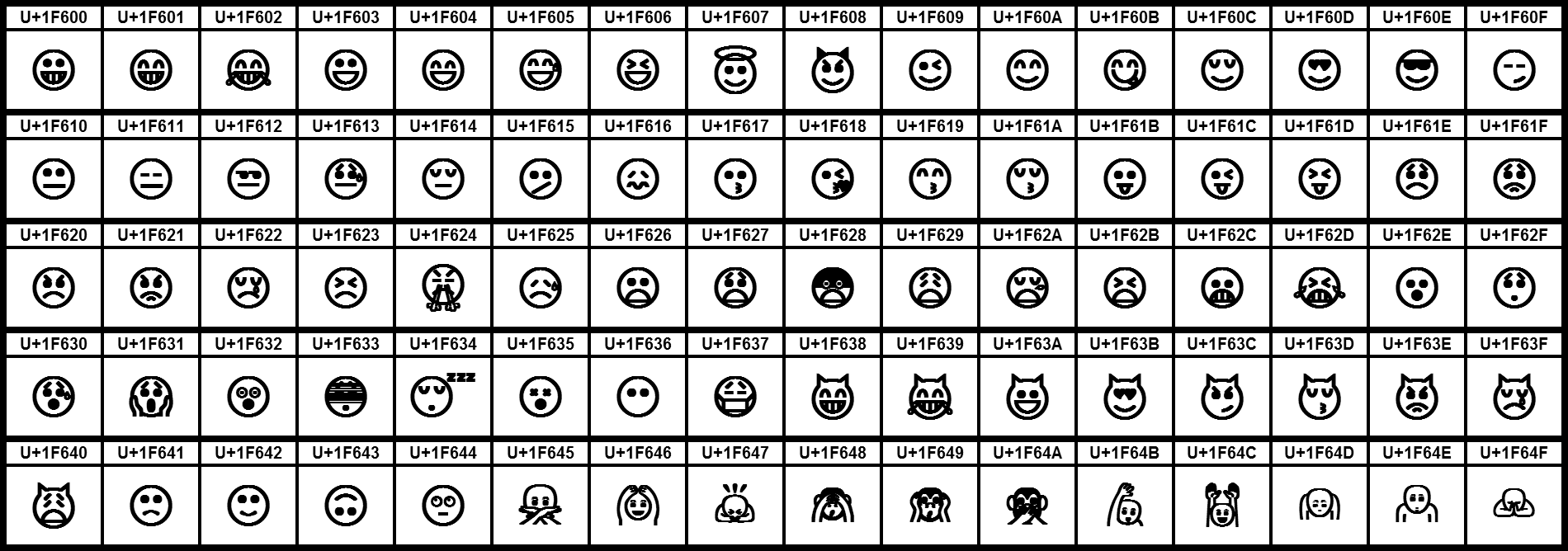
Emoticons

|      | 0  | 1  | 2  | 3  | 4  | 5  | 6  | 7  | 8  | 9  | A  | B  | C  | D  | E  | F  |
| ---- | -- | -- | -- | -- | -- | -- | -- | -- | -- | -- | -- | -- | -- | -- | -- | -- |
| 1F60 | 😀 | 😁 | 😂 | 😃 | 😄 | 😅 | 😆 | 😇 | 😈 | 😉 | 😊 | 😋 | 😌 | 😍 | 😎 | 😏 |
| 1F61 | 😐 | 😑 | 😒 | 😓 | 😔 | 😕 | 😖 | 😗 | 😘 | 😙 | 😚 | 😛 | 😜 | 😝 | 😞 | 😟 |
| 1F62 | 😠 | 😡 | 😢 | 😣 | 😤 | 😥 | 😦 | 😧 | 😨 | 😩 | 😪 | 😫 | 😬 | 😭 | 😮 | 😯 |
| 1F63 | 😰 | 😱 | 😲 | 😳 | 😴 | 😵 | 😶 | 😷 | 😸 | 😹 | 😺 | 😻 | 😼 | 😽 | 😾 | 😿 |
| 1F64 | 🙀 | 🙁 | 🙂 | 🙃 | 🙄 | 🙅 | 🙆 | 🙇 | 🙈 | 🙉 | 🙊 | 🙋 | 🙌 | 🙍 | 🙎 | 🙏 |